# Punta Aspasia
El punta Aspasia (en inglés: Aspasia Point) es una punta rocoso abrupto formando el extremo oeste de la cresta Fanning a unos 16 kilómetros al este-sureste del Cabo Núñez en la costa sur de la isla Georgia del Sur. Fue nombrado por el Comité Antártico de Lugares Geográficos del Reino Unido tras la cartografía por la South Georgia Survey en 1951/52. El nombre deriva de la asociación con la cresta Fanning, como la corbeta armada estadounidense Aspasia al mando del capitán Edmund Fanning que cazó 57.000 lobos marinos en Georgia del Sur entre 1800 y 1801.